# Lucien Logette
Lucien Logette est un journaliste français, critique de cinéma, né le 24 août 1943.

## Biographie
En 1981, Lucien Logette soutient une thèse de 3e cycle sur l'acteur et écrivain Jacques Brunius.
Rédacteur en chef à partir de 1990 de la revue Jeune Cinéma, créée en 1964, il en devient le directeur à la mort d'Andrée Tournès en 2012. 
Il collabore à la Quinzaine littéraire de 1991 à 2015, sous la direction de Maurice Nadeau et suit l'équipe historique lors de la scission intervenue en 2016, La Quinzaine littéraire devenant une revue en ligne intitulée En attendant Nadeau. Il est également l'un des collaborateurs de la revue 1895.
Avec le sculpteur Gilles T. Lacombe et quelques autres, notamment le photographe Jean-Louis Leibovitch, Catherine Mariette et Jean-Marie Verdi, il a animé l'équipe des Productions de l'Ordinaire, créées en 1980, et Films et Formes (1987-1992).
Dans ce contexte, on peut citer quelques expositions, notamment à la Cité des sciences et de l'industrie (CSI) de la Villette à Paris et à l'Institut Lumière à Lyon, dont il a été commissaire ainsi que directeur des catalogues : « L’Or » (CSI, 1986), « La Vigne et le vin » (CSI, 1988), « Les Plantes de la découverte » (CSI, Agropolis Montpellier, 1992), « Les Voix du muet » (exposition itinérante, 1993), « Au pays des Lumière » (Institut Lumière, Lyon, 1994) et « Le Soleil, mythes et réalités » (CSI, 2004).
Il a travaillé à l'édition de nombreux ouvrages sur le cinéma, en particulier des dictionnaires publiés chez Larousse.
Il a fait partie du comité des DVD Awards du festival Il cinema ritrovato de Bologne (2015-2017). 
Depuis 2004, aux côtés de Thierry Frémaux, il est membre du comité de sélection des films français du festival de Cannes.

### Distinction
- Prix Bernard-Chardère décerné lors de la 10e édition (13-21 octobre 2018) du festival Lumière de Lyon[9].

## Filmographie
- 1989 : Beau fixe sur Cormeilles, court métrage de Gilles Lacombe (coauteur du scénario et des dialogues)[10]

## Publications

### Thèse
- « J.B. Brunius ou Du violon d'Ingres considéré comme un des beaux-arts », thèse de doctorat de 3e cycle (Paris III, 1981)

### Collaborations, édition, direction d'ouvrage
- 900 Cinéastes français, Paris, Cerf, 1988
- La Vigne et le vin[11], édition du catalogue de l'exposition du même nom, Cité des sciences et de l'industrie, Paris, La Villette — La Manufacture, Paris, 1989
- Dictionnaire du cinéma mondial, Paris, Rocher, 1994
- Atlas de l’alimentation et de la gastronomie, Mondanelli, 2001
- Petit Larousse des films, Paris, Larousse, 2004
- Encyclopédie visuelle du XXe siècle. Le Cinéma, Paris, Larousse, 2005
- Laurent Bourdon, Dictionnaire Hitchcock, préface de Claude Chabrol, Paris, Larousse, coll. « in extenso », 2007  (ISBN 978-2-03-583668-7)
- Jean-Loup Passek (dir.), Dictionnaire mondial du cinéma (refonte), Paris, Larousse, 2011
- Alain et Odette Virmaux, Dictionnaire des mouvements artistiques et littéraires, 1870-2010 : groupes, courants, pôles, foyers : littérature, peinture, théâtre, cinéma, musique, architecture, photo, bande dessinée (nouvelle éd.), avec le concours de Prosper Hillairet et de Lucien Logette, Paris, le Félin-Kiron, coll. « Les marches du temps », 2012  (ISBN 978-2-86645-768-6)
- Jacques Brunius, Dans l'ombre où les regards se nouent. Écrits sur le cinéma, l'art, la politique (1926-1963), édition établie et présentée par Grégory Cingal avec la collaboration de Lucien Logette, Paris, Éditions du Sandre, 2016

### Articles
- « Un béret et quelques violons » (sur Jacques Brunius), La Quinzaine littéraire, 1-15 novembre 2010 no 1025, p. 26
- Articles de Lucien Logette sur cairn.info